# 宇都宮工業団地
宇都宮工業団地（うつのみやこうぎょうだんち）は栃木県宇都宮市にある工業団地である。住所は平出工業団地となっているので、一般的には平出工業団地と呼ばれている。

## 工業団地概要
- 総面積 3,041,000m2
  - 内訳

工場敷地 2,431,000m2
道路 253,000m2
公園 104,000m2
緑地 161,000m2
その他 92,000m2
- 分譲率 100%

### 沿革
- 1960年9月 - 1966年9月 - 用地取得
- 1961年4月 - 1966年10月 - 造成工事
- 1962年9月 - 分譲開始
- 1975年10月 - 分譲完了

### 主な進出企業
- 池上通信機
- 井上総合印刷
- オータニ
- カナメ
- クボタ
- コカ・コーライーストジャパン
- 三和シヤッター工業
- スプーンシュガー
- 関東自動車東野平出営業所
旧・東野交通本社営業所
- 西川レベックス
- 日本信号
- 日本通運
- 服部コーヒーフーズ
- 藤井産業
- マロニエ交通
- 不二ドライ

#### 撤退した企業
- カルビー（大規模な生産ラインは宇都宮清原工業団地の「新宇都宮工場」等へ集約）
- 東京スタイル

## 住所概要
住所としての平出工業団地の2024年（令和6年）1月31日現在の世帯数と人口は以下の通りである。
| 町丁         | 世帯数 | 人口 |
| ------------ | ------ | ---- |
| 平出工業団地 | 17世帯 | 27人 |

### 学区
学区は複数の通学区域にまたがっており、番地ごとに以下の通りとなる。
| 番                                                                        | 小学校       | 中学校       |
| ------------------------------------------------------------------------- | ------------ | ------------ |
| 1番 - 2番 5番 - 11番 17番 - 19番 22番 - 25番 28番 - 31番 38番 - 40番 44番 | 平石北小学校 | 鬼怒中学校   |
| 3番 12番 - 16番 20番 - 21番 26番                                          | 御幸小学校   | 鬼怒中学校   |
| 27番 32番 - 37番 41番・43番                                               | 泉が丘小学校 | 泉が丘中学校 |
| 45番 - 48番                                                               | 陽東小学校   | 陽東中学校   |